# مقعد تسوية
مقعد تسوية هي آلية إنتخابية تستخدم منذ سنوات عديدة في جميع بلدان الشمال الأوروبي باستثناء فنلندا، في انتخابات هيئاتها التشريعية الوطنية. كما استخدمت ألمانيا أيضًا مقاعد التسوية الوطنية لبرلمانها، البوندستاغ، من عام 2013 حتى عام 2023. مقاعد التسوية هي مقاعد الأعضاء الإضافيين المنتخبين لتكملة الأعضاء المنتخبين بشكل مباشر من قبل كل دائرة انتخابية، والغرض من المقاعد الإضافية هو ضمان أن تكون حصة كل حزب من إجمالي المقاعد متناسبة تقريبًا مع إجمالي حصص الحزب من الأصوات على المستوى الوطني.

## الدنمارك
في عام 1915، أصبحت الدنمارك واحدة من أوائل الدول في العالم التي أدخلت مبدأ توزيع المقاعد على أساس التمثيل النسبي في الانتخابات البرلمانية. تشمل المقاعد البرلمانية حاليًا 135 مقعدًا للمقاطعات و40 مقعدًا للتسوية، بالإضافة إلى 4 مقاعد شمال الأطلسي يتم انتخابها بشكل منفصل من خلال التمثيل النسبي في جزر فارو وجرينلاند. مقاعد التسوية هي مقاعد مكملة للمقاعد العادية والتي يتم تخصيصها من خلال التصويت النسبي داخل كل مقاطعة. يتم منح جميع الأحزاب التي تحقق ما لا يقل عن 2% من الأصوات الوطنية عددًا من مقاعد التسوية حسب الحاجة لتحقيق التمثيل النسبي على المستوى الوطني.

## أيسلندا
نظام توزيع مقاعد التسوية جزءًا من إجراءات الانتخابات البرلمانية الأيسلندية منذ عام 1934.

## السويد
منذ عام 1970، استخدمت السويد نظام تسوية المقاعد في انتخاباتها لكل من البرلمان والمجالس المحلية للأحزاب التي تأهلت بإجمالي حصة من الأصوات تتجاوز حد 4% في الانتخابات البرلمانية وحد 3% في انتخابات المجالس المحلية. لم تستخدم السويد نظام تسوية المقاعد في الانتخابات البلدية قبل عام 2018. بموجب قانون الانتخابات الجديد، يتم استخدام مقاعد التسوية في البلديات التي تضم أكثر من دائرة انتخابية. من بين 349 مقعدًا في البرلمان، هناك 310 مقعد ثابت و39 مقعدًا تعديليًا. يتم توزيع المقاعد الثابتة البالغ عددها 310 على 29 دائرة انتخابية وفقًا لطريقة المتبقي الأكبر مع حصة هير. يتم بعد ذلك توزيع المقاعد بين الأحزاب على أربع مراحل.

## تسوية توزيع المقاعد
في المرحلة الأولى، يتم توزيع المقاعد الثابتة داخل كل منطقة وفقًا لطريقة سانت ليجو المعدلة مع تعديل القاسم الأول إلى 1.2. لا يجوز المشاركة في هذا التوزيع للمقاعد إلا للأحزاب التي حصلت على ما لا يقل عن 4% من الأصوات على المستوى الوطني أو 12% من الأصوات ضمن المنطقة. في المرحلة الثانية، يتم توزيع المقاعد الـ349 من خلال عملية حسابية تعتمد على العدد الإجمالي للأصوات المجمعة في كافة أنحاء البلاد، ويتضمن هذا التوزيع فقط الأحزاب التي حصلت على أكثر من 4% من الأصوات الوطنية. يتم تجاهل الأحزاب التي تقل نسب تصويتها عن 4% على المستوى الوطني ولكنها حصلت على مقاعد ثابتة في الدوائر الانتخابية التي حصلت فيها على أكثر من 12% من الأصوات، ويتم طرح مقاعدها من الحساب. فإذا حصل حزب على مقعدين بهذه الطريقة، على سبيل المثال، فسيتم الحساب على أساس 347 مقعدًا.
في المرحلة الثالثة، يتم إجراء تلخيص للمقاعد الثابتة التي حصلت عليها الأحزاب، ومقارنتها بنتيجة التوزيع الوطني المذكور أعلاه. إذا حصل حزب ما على مقاعد ثابتة أكثر من حصته من إجمالي 349 مقعدًا، يتم سحب مقاعد المنطقة المخصصة لهذا الحزب وإعطائها للحزب صاحب ثاني أعلى مجموع، ويتم بعد ذلك منح الأحزاب عدداً كافياً من المقاعد التعديلية لتغطية الفجوة بين عدد مقاعدها الثابتة وحصتها في التوزيع الوطني. أخيراً يتم توزيع المقاعد التعديلية التي حصل عليها كل حزب على الدوائر الانتخابية.

## النرويج
تم إدخال نظام تسوية المقاعد في النرويج في الانتخابات البرلمانية عام 1989 عندما كان هناك 8 مقاعد من هذا النوع. منذ عام 2005، هناك 19 تفويضًا للتسوية، واحد لكل مقاطعة. يعتمد شكله الحالي على المبادئ التالية:
- حتى يكون الحزب مؤهلاً للحصول على مقاعد التسوية، يجب أن يحصل على 4% على الأقل من الأصوات الشعبية الوطنية. قد يحصل الحزب على ما يكفي من الأصوات في مقاطعة معينة لانتخاب ممثل ولكنه قد يفشل في التأهل للحصول على مقاعد التسوية.
- عدد الممثلين المنتخبين لكل مقاطعة هو دالة على إجمالي عدد السكان في المقاطعة ومساحة المقاطعة.
- من بين 169 ممثلاً، يتم انتخاب 150 منهم عن طريق التصويت الشعبي داخل المقاطعة. هذا يعني أن الحزب الذي يحصل على 40% من الأصوات الشعبية في مقاطعة ما سوف يرسل حوالي 40% من العدد الإجمالي للممثلين من تلك المقاطعة.
- يتم تخصيص ممثل واحد لكل مقاطعة للممثلين التسعة عشر المتبقين، ولكن يتم انتخابهم على أساس النتائج الوطنية للحزب، طالما أن التصويت الشعبي على المستوى الوطني لهذا الحزب يتجاوز عتبة الاستبعاد البالغة 4%، والنتيجة هي أن كل ممثل يمثل عددًا متساويًا تقريبًا من الناخبين.

في انتخابات عام 2005، كان متوسط عدد الأصوات على المستوى الوطني متشابها إلى حد كبير عبر الخطوط الحزبية. كان الحزب الأكبر، حزب العمال النرويجي يحتاج إلى أقل عدد من الأصوات لكل ممثل بواقع 14,139 صوتاً وكان الحزب الذي يحتاج إلى أكبر عدد من الأصوات هو الديمقراطيون المسيحيون بواقع 16,262 صوتاً. مع ذلك، كانت هناك فجوات أكبر على أساس كل مقاطعة على حدة. احتاجت مقاطعة سوغن وفيوردانه إلى 3503 صوتًا فقط لانتخاب ممثل واحد من الحزب الليبرالي، بينما احتاجت مقاطعة أكرشوس إلى 22555 صوتًا لانتخاب ممثل واحد من الحزب الاشتراكي اليساري.

#### تخصيص مقاعد التسوية
إن تخصيص مقاعد التسوية عملية معقدة إلى حد ما. أولاً يتم توزيع مقاعد التسوية بين الأحزاب، والجزء الثاني هو توزيعها على المحافظات.

#### التوزيع بين الأحزاب
1. يتم حساب التوزيع المثالي على مستوى البلاد لجميع المقاعد الـ169 باستخدام طريقة سانت ليغو للأحزاب المؤهلة. إذا فاز حزب لم يصل إلى الحد الأدنى للانتخابات بمقاعد على أي حال، فإن الحزب يحتفظ بتلك المقاعد ويتم تقليص عدد المقاعد التي يتم توزيعها وفقًا لذلك. في عام 2009 فشل الحزب الليبرالي في الوصول إلى الحد الأدنى لكنه فاز بمقعدين، ولذلك تم أخذ 167 مقعدًا فقط في الاعتبار للتوزيع المثالي.
2. إذا فاز حزب ما بالفعل بعدد من المقاعد أكبر مما يشير إليه التوزيع المثالي، فإن الحزب يحتفظ بتلك المقاعد، لكنه لن يفوز بأي مقاعد معادلة. في هذه الحالة، يتم إجراء توزيع مثالي آخر بين الأحزاب التي لا تزال مؤهلة للحصول على مقاعد التسوية، ويمكن تكرار ذلك إذا أظهر التوزيع المعدل مرة أخرى حزباً لديه عدد كبير جداً من المقاعد. في عام 2009، أظهر التوزيع المثالي الأول أن حزب العمال ينبغي أن يحصل على 63 مقعداً إجمالاً، لكنه فاز بالفعل بـ 64 مقعداً، وقد تم استبعاد تلك المقاعد من الاعتبار، وبالتالي تم إجراء توزيع مثالي آخر للمقاعد الـ103 المتبقية بين حزب التقدم، والحزب المحافظ، والديمقراطيين المسيحيين، وحزب الوسط، وحزب اليسار الاشتراكي.
3. مجرد تحديد التوزيع المثالي النهائي، فإن عدد المقاعد المتساوية الممنوحة لكل حزب يساوي عدد المقاعد المثالية لهذا الحزب مطروحًا منه عدد المقاعد التي فاز بها بالفعل من كل مقاطعة.

#### الخصوصيات
تؤدي طريقة تخصيص مقاعد التسوية إلى منح مقاعد التسوية الأولى للمرشحين الذين حققوا أداءً جيدًا إلى حد ما في المقاطعة. مع ذلك، قد يتم منح المقاعد النهائية للتسوية للمرشحين الذين حصلوا على عدد قليل من الأصوات في المقاطعة التي سيمثلونها. من الناحية النظرية، من الممكن حتى لحزب أن يحصل على مقعد تسوية في مقاطعة لم يحصل فيها على أي أصوات، أو حتى في مقاطعة لم يقدم فيها أي مرشحين، وهو السيناريو الذي لا يحتوي قانون الانتخابات على أي شرط طارئ له. جاء مثال على ذلك في عام 2005 عندما حصلت فيرا ليسكلات من الحزب الليبرالي على آخر مقعد تسوية، في فينمارك، بأغلبية 826 صوتًا، وبذلك، حصل الحزب الليبرالي على 20% من مقاعد مقاطعة فينمارك بحوالي 2% من الأصوات هناك.
في انتخابات عام 2009، أدى خطأ برمجي في البرنامج الذي يحسب توقعات التخصيص لمقاطعة واحدة إلى انتقال مقعدها المتساوي إلى حزب آخر، وقد أدى ذلك إلى تغيير النتيجة في مقاطعتين أخريين، واستغرق الأمر أكثر من أسبوع وإعادة فرز الأصوات حتى تم تحديد توزيع مقاعد التسوية بشكل نهائي.

## ألمانيا
كان نظام التمثيل النسبي المختلط في ألمانيا يمنح مقاعد إضافية دون أي تعويض على المستوى الوطني، وقد أدى هذا إلى حالة سيئة السمعة بشكل خاص من وزن التصويت السلبي بعد الانتخابات الفيدرالية الألمانية عام 2005 ، حيث تأخر التصويت لمدة أسبوعين في الدائرة الانتخابية دريسدن الأولى، وقد تقرر أن الدعم الكبير لحزب الاتحاد الديمقراطي المسيحي من شأنه أن يتسبب في خسارة الحزب لمقاعد كبيرة في الانتخابات المتقاربة. في فبراير2013، أصدرت المحكمة الدستورية الاتحادية قراراً يقضي بأن وزن التصويت السلبي غير دستوري، وطالبت بإصلاح قانون الانتخابات. تم تقديم نظام تسوية المقاعد، الذي كان موجودًا بالفعل على مستوى الولاية.
بعد أن أسفرت الانتخابات الفيدرالية الألمانية لعام 2021 عن تشكيل برلمان يضم 736 مقعدًا، تجدد الجدل حول كيفية الحد من حجمه. أدى الإصلاح الذي أجري في عام 2023 إلى إزالة مقاعد التسوية، وبدلًا من ذلك تم تخصيص المقاعد فقط من خلال أصوات القائمة الحزبية. يُعرف هذا باسم تغطية التصويت الثاني.